# Panzerkampfwagen I
Panzerkampfwagen I Sd. Kfz. 101 (Pz.Kpfw.I) е германски лек танк. Произвеждан е в периода 1934 – 1943 г.

## История
Съгласно Версайския договор от 1919 г. на Германия е забранено да има собствена бойна техника. Поради това всички разработки в тази посока са скривани внимателно от немците под различни двусмислени названия. Това се отнася и за първия лек танк за Германската армия.
В началото на 1932 г. немската армия обявява конкурс за разработването на бронирана транспортна машина с тегло в диапазона 4 – 7 тона. В конкурса вземат участие водещи немски фирми – Gutehoffnungshuette, Хеншел, Райнметал, МАН и Круп. Поради забранителните клаузи на Версайския договор проектът получава кодовото обозначение селскостопански трактор (на немски: Landwirtschaftlicher Schlepper – LaS). На 1 юли 1933 г. е избран прототипът на фирмата „Круп“, в голямата си част копие на английската танкета Carden Loyd Mk.IV. С означение I A LaS Krupp (1-ва серия) са поръчани 150 шасита. На 1 април 1934 г. е поръчана 2-ра серия от 150 шасита. В производството са включени други производители – Даймлер-Бенц, Хеншел, Райнметал, МАН и Grusonwerk. На тях е възложено да сглобят по три тестови шасита (на немски: Versuchsfahrgestelle) с части, осигурени от Круп.
През лятото на същата година в Кумерсдорф са направени изпитания на шасито, произведено от „Круп“, като за целта фирмата доставя пет бройки. Изпитанията показват слаба надеждност на трансмисията и ходовата част. Поискано е заздравяване на листовите пружини, добавяне на предупредителен знак, че двигателят не трябва да работи на 2800 об/мин за повече от 3 минути и структурата трябва да е повдигната на още 50 мм над веригите.
След провеждането на всестранни изпитания е решено на шасито да бъдат монтирани надстройки и купола, произведени от фирмата „Даймлер-Бенц“.
В началото на февруари 1934 г. са проведени крайните изпитания на прототипа и машината е одобрена за серийно производство под обозначението PzKpfw I Ausf A. В хода на изпитанията машината е била позната и под обозначението MG Panzerwagen – Versuchkraftfahrzeug 617. Серийното производство започва през април същата година. Първоначално е произведена серия от 15 машини.
Първите танкове, произведени серийно, слизат от конвейера на Круп през декември 1933 г. Следващата партида е произведена от заводите на Хеншел през февруари 1934 г. В края на юли 1934 г. Хеншел получава контракт за производството на 150 танка. С тези машини са снабдени и формирани два танкови отряда (PanzerAbteilung) – 1 PzAbt в Цосен и 2 PzAbt в Ордруф. През лятото на 1935 г. и двата отряда вземат участие в ученията близо до Мюнстер. В края на октомври 1935 г. с танковете 1 А LaS Krupp са въоръжени три танкови дивизии на Германската армия. Общо от модела PzKpfw 1A са произведени 447 танка. Машините са имали серийни номера 10001 – 10477. От PzKpfw 1B са произведени около 1500 танка.
PzKpfw I е произвеждан в две основни модификации PzKpfw I Ausf A и PzKpfw I Ausf В, които се различават една от друга само в ходовата част и двигателя. И двете модификации са произвеждани от фирмите „Хеншел“, „Райнметал-Борциг“, „Круп“, „Даймлер-Бенц“ и МАН. Производството на модификацията Ausf В се налага, поради ниската мощност на двигателя, монтиран на базовата машина, който бързо прегрявал. На новата модификация е монтиран нов по-мощен двигател (100 к.с.) и са направени изменения в ходовата част. В периода 1935 – 1936 г. са правени опити на базовата машина Ausf А да бъде монтиран дизелов двигател, но опитите са неуспешни. И двете модификации са произвеждани във вариант на учебна машина и ремонтно-евакуационна машина.
През 1934 г. един танк е продаден на Унгария. През септември 1936 г. 50 (по други данни 32) танка PzKpfw I са включени в състава на испанския легион Кондор. Около 10 машини са продадени на Китай и вземат участие във войната срещу Япония. Един от тях е заловен от японците и са проведени пълни изпитания.
В периода 1942 – 1943 г. всички машини от двете модификации на PzKpfw I са преоборудвани във верижни транспортьори. На голяма част от тях са демонтирани надстройките и куполите, а на останалите само куполите и на тяхно място е монтирана голяма желязна каросерия. Машините са използвани като транспортьори на боеприпаси. В този си вид остават на въоръжение до края на Втората световна война.
В края на 1942 г. командването на българската армия решава да започне създаването на бронирани бригади по образец на германска танкова дивизия. За основен боен танк е избран Pz.Kpfw.IV, а за учебно-бойни машини е решено да бъдат закупени 25 танка PzKpfw I. Исканията на българското командване залягат в германския план за доставки на бойна техника „Барбара“ от 1943 г. Германската страна изпълнява стриктно доставките на Pz.Kpfw.IV – общо 91 броя, но вместо PzKpfw I са доставени 19 трофейни френски танка Hotchkiss и още 6 танка Pz.Kpfw.IV.

## Техническо описание
Лекият танк Pz.Kpfw.I е изпълнен по компоновка, която впоследствие става класическа за германското танкостроене. В носовата част на корпуса е разположено трансмисионното отделение с водещите колела, зад него е разположено отделението за управление, което е едно цяло с бойното отделение – командирът-куполен стрелец е разположен в дясната част, а механик-водачът в лявата част. Управлението се осъществява посредством два лоста. Приборното табло на водача е спартанско – датчик за температурата на маслото, оборотомер (0 – 3000 об/мин) и скоростомер (0 – 50 км/ч). При скорост 35 км/ч танкът може да измине 145 км. Моторното отделение се намира в кърмовата част на корпуса.

### Корпус
Корпусът на танка е направен от заварени листове хромникелова стомана. Люкът за механик-водача е разположен в лявата част на подкуполната надстройка, а люкът за стрелеца в тавана на куполата. За наблюдение са предвидени три процепа в корпуса – един за механик-водача и два за стрелеца. Механик-водачът е снабден и със специален прибор за наблюдение.
Оборудването на мястото на механик-водача включва: приборно табло с индикатор за температурата на маслото, скоростомер, оборотомер, лостове на бордовите фрикциони, акселератор, съединители на фрикционите и спирачка. 
Корпусът и куполът разполагат с 13-мм броня, която защитава само от леко стрелково оръжие. Изпитанията показват, че продължителен картечен огън може да застопори купола, а ауспухът е считан за силно уязвим на гранати.

### Купола
Куполата е изпълнена чрез заваряване и има диаметър 911 мм. Разположена е вдясно по надлъжната ос на корпуса. За въртенето ѝ се използва ръчен механизъм. На покрива е монтиран голям люк за командира. В него е направен малък отвор за сигнализация с флагове. В куполата са предвидени четири малки люка за наблюдение, прикривани от специални бронирани капаци. Седалката на командира се върти заедно с куполата.

### Въоръжение
Въоръжението на Pz.Kpfw.I се състои от две 7,92 мм картечници „Dreyse“ MG 13 в първите серии на Ausf А и Ausf B, а по-късните серии на модификацията Ausf B са въоръжение с две 7,92 мм картечници „Rheinmetall-Borsig“ MG34. Скорострелността им е в диапазона съответно 680 и 825 изстр/мин. Боекомплектът се състои от 61 пълнителя по 25 патрона всеки – общо 1525 патрона. Един сандък с 8 пълнителя е разположен в куполата, останалите в корпуса. От 1936 г. боекомплектът е увеличен на 2250 патрона (90 пълнителя).
Картечниците са монтирани на въртящия се купол, в обща маска, но могат да водят стрелба независимо една от друга. Маската може да се фиксира в хоризонтално „походно“ положение. При модификацията Ausf B спусъкът на лявата картечница е монтиран на ръчката за управление на въоръжението по вертикала, а спусъкът на дясната картечница на ръчката за завъртане на куполата. Ъгълът на възвишение на картечниците е +18°, а на наклон -12°. Танкът е оборудван с телескопичен прицел с 2х увеличение „Zeiss“ TZF 2.

### Двигател и трансмисия
На модификацията Ausf A е монтиран 4-цилиндров двигател „Krupp“ M305 с работен обем 3460 см3. Двигателят е карбураторен, хоризонтално разположен с въздушно охлаждане и мощност 57 к.с. (42 kW) при 2500 об/мин. Няколко машини са снабдени експериментално с дизелов двигател с въздушно охлаждане, но неговата мощност от 45 к.с. при 2200 об/мин е недостатъчна за нуждите на танка. Диаметърът на цилиндрите е 90 мм, при ход на буталото 130 мм. Карбураторът е модел „Solex 40“ JEP. Горивната система се състои от два горивни резервоара с обща вместимост 144 л, разположени в моторното отделение, от двете страни на двигателя. Разходът на гориво при 100 км, при движение по шосе, е 100 л.
На модификацията Ausf В е монтиран 6-цилиндров двигател „Maybach“ NL 38TR с работен обем 3791 см3 и подобрена трансмисия. Двигателят е карбураторен, редови с водно охлаждане и мощност 100 к.с. (73,6 kW). Това налага използване на пет опорни колела. Диаметърът на цилиндрите е 90 мм, при ход на буталото 100 мм. Карбураторът е модел „Solex 40“ JEF II. Горивната система се състои от два горивни резервоара с обща вместимост 146 л, разположени в моторното отделение, вдясно от двигателя. Разходът на гориво при 100 км, при движение по шосе, е 125 л.
Трансмисията се състои от карданна предавка, двудисков съединител (предава на въртящия момент от двигателя до скоростната кутия) със сухо триене, предавателна кутия, механизми за завиване, бордови фрикциони, предавки и спирачки. Скоростната кутия е механическа, с 6 предавки (5+1) и е разположена в предната част на танка. При Ausf A е модел ZF „Aphon“ FG35, а при Ausf B – „Aphon“ FG31.

### Ходова част
Ходовата част при модификацията Ausf A е с четири опорни колела с гумено покритие и диаметър 530 мм и едно с малко по-голям диаметър, без гумено покритие, изпълняващо ролята на ленивец. Предното колело е на индивидуално окачване със спирална пружина. Останалите четири колела са монтирани по двойки и са закрепени помежду си чрез външна греда. Окачването им е общо на листови ресьори. В горната част са монтирани три опорни ролки. Поради по-голямата дължина на корпуса на модификацията Ausf В с 400 мм в ходовата част е добавено пето опорно колело, а ленивецът е повдигнат от нивото на земята. В горната част са монтирани четири опорни ролки. И при двете модификации водещото колело е разположено отпред, веригите са с дребни звена, двугребенни с ширина 280 мм. Натягането на веригата се осъществява посредством изместване на ленивото колело.

### Електросистема
Електросистемата на танка е изпълнена по еднопроводна схема и има напрежение 12V. Включва: генератор модел Bosch GTL с мощност 0,6 kW или Bosch RRCN с мощност 0,3 kW и два акумулатора със заряд 105 А/ч.

### Средства за свръзка
В зависимост от модификацията на танковете е монтирана различна апаратура за свръзка. Модификацията Ausf A е въоръжена с радиостанция Fu 2, а Ausf В с Fu 5. Във всяка от машините има комплект от сигнални флагчета и ракетен пистолет. Вътрешната връзка между екипажа се осъществява с помощта на звукова тръба.

## Производство
| Тактико-технически данни | Тактико-технически данни | Тактико-технически данни | Тактико-технически данни |
| Модификация              | Период на производство   | Брой шасита              | Брой танкове             |
| ------------------------ | ------------------------ | ------------------------ | ------------------------ |
| PzKpfw I Ausf A          | 1934 – 1936 г.           | 1477                     | 818                      |
| PzKpfw I Ausf В          | 1935 – 1939 г.           | 6023                     | 675                      |
| PzKpfw I Ausf С          | 1942 – 1943 г.           | 40                       | 40                       |
| PzKpfw I Ausf D          | 1942 – 1943 г.           | 10                       | 10                       |
| PzKpfw I Ausf F          | 1942 – 1943 г.           | 30                       | 30                       |

## Бойно използване
Бойното кръщение танкът Панцер I получава в хода на бойните действия през 1936 – 1938 г. в Испанската гражданска война. Танковете са на въоръжение в легион Кондор, 1-ви и 2-ри танкови батальони на армията на националистите. Още в началото става ясно, че танкът отстъпва по всички показатели на съветските танкове Т-26 и БТ-5, които са на въоръжение при републиканците. Слабата бронезащита и картечното въоръжение показват, че танка е безпомощен в бойна обстановка.
Танкът активно е използван в предвоенните учения, провеждани от Вермахта и служи за пропагандни цели на нацистка Германия.
През март 1938 г. танкът е използван в кампанията по присъединяването на Австрия. Въпреки че в хода на операцията не са водени бойни действия, около 38% от танковете Панцер I излизат от строя – най-вече поради повреди в ходовата част. След взетите мерки, при окупацията на Судетска област, ситуацията значително се подобрява. Това всъщност се дължи най-вече на факта, че танковете Панцер I и Панцер II са транспортирани предимно с товарни автомобили или прицепи.
В хода на Втората световна война танкът е използван в кампанията срещу Полша, в Западна Европа и Африка.
Панцер I е основният германски танк в Полската кампания. Към 1 септември 1939 г. в редовете на Вермахта има около 1445 машини, което съставлява около 46% от танковете. Количеството танкове от модела в отделните танкови дивизии е различно. Например, в 1-ва танкова дивизия (въоръжена с най-голям брой средни танкове) на въоръжение има 85 танка Панцер I от всички модификации, включително и командирските, във 2-ра и 3-та танкова дивизия – 153, в 5-а танкова дивизия – 150, в 10-а танкова дивизия – 73 и т.н. В края на Полската кампания загубите на Панцер I достигат 320 машини, от които 89 са загубени безвъзвратно.
Към 22 юни 1941 г. на въоръжение във Вермахта има около 410 изправни танка Панцер I, като в съединенията от първа бойна линия те са 74. Около 245 са в ремонт или се преоборудват. В края на същата година на Източния фронт са загубени практически всичките машини, взели участие в бойни действия – 428 машини. През следващата, 1942 г. там са унищожени още 92 Панцер I.
Танковете Панцер I, с които е въоръжен Африканският корпус, са оборудвани за работа при тропически условия. Една част от тях, от състава на 5-а лека дивизия, в битката при Тобрук са преоборудвани в полеви условия, като танкове-огнемети.
След 1942 г. машината не се използва в бойни действия, а като обслужваща машина от различни типове. Различен брой машини са предадени на полицейските сили, на войските за борба с партизаните и на различни полувоенни организации като учебни машини. Над 500 демонтирани куполи са използвани като ДОТ-ове в различни отбранителни линии.

## Модификации
- Pz.Kpfw.I Ausf A – базова машина на танка. Произвеждана в периода 1934 – 1936 г. Произведени са 818 машини.
- Pz.Kpfw.I Ausf A ohne Aufbau – учебна машина. Произвеждана в периода 1934 – 1936 г. Произведени са 15 машини.
- Pz.Kpfw.I Ausf В – модификация на танка. Монтиран е нов двигател „Maybah NL 38 TR“ (100 к.с.), а в ходовата част са добавени по една опорна ролка и водещо колело. Произвеждана в периода 1935 – 1939 г. Произведени са 675 машини.
- Pz.Kpfw.I Ausf В ohne Aufbau – учебна машина. Произвеждана в периода 1935 – 1937 г. Произведени са 164 машини.
- KlPzBefWg I (Kleine Panzer Befehlswagen I) (Sd.Kfz.265) – лек командирски танк на базата на предните модификации с монтирана р/станция FuG6 или FuG2. Въоръжението е сведено до една 7,92 мм картечница MG13 или MG34. Произвеждан в периода 1935 – 1937 г.
- Pz.Kpfw.I Ausf С – бързоходен разузнавателен танк. Въоръжен със 7,92 мм картечница MG34 или 20 мм оръдие EW141. Монтиран е нов двигател „Maybah HL 45 P“ (150 к.с.)[4]. Може да бъде транспортиран по въздуха с ME 321 „Gigant“.Произвеждан в периода юли – декември 1942 г. Произведени са около 46 машини.
- Pz.Kpfw.I Ausf D – бързоходен разузнавателен танк и танк за огнева поддръжка. Въоръжен със 7,92 мм картечница MG34 или 20 мм оръдие EW141. Монтиран е нов двигател „Maybah HL 66 P“ (180 к.с.). Произвеждан в периода 1942 – 1943 г. Произведени са около 10 машини.
- Pz.Kpfw.I Ausf F – създаден като танк за огнева поддръжка на пехотата, но поради ниската си мощност, отсъствието на оръдие и лошата подвижност е използван като командирска машина и в полицейските части. Въоръжен с две сдвоени 7,92 мм картечници MG34. Монтиран е нов двигател „Maybah HL 66 P“ (180 к.с.). Ходовата част е с шахматно разположение на опорните колела, а окачването – торосионно, водещите колела са разположение отпред. Увеличена е броневата защита с бронелистове с дебелина 80 мм, при наклон 10 – 20°. Произвеждан в периода 1942 – 1943 г. Произведени са 30 машини.[4] Среща се и под обозначението VK.1801.
- Brueckenleger I auf PzKpfw I Ausf A – лек кабелопоставяч. През 1939 г. са произведени само две машини.
- Fahreschulewagen I – учебен танк.
- Flakpanzer I Ausf A (Sd.Kfz.101) – зенитна установка, въоръжена с 20 мм оръдие Flak 38. Преоборудвани са 21 машини.
- Flammemwerfer auf PzKpfw I Ausf A – огнеметен танк. Преоборудването е извършено в полеви условия. Снабден с лек пехотен огнемет „Flammenwerfer 40“.
- Instandsetzungstrupp I – бойна ремонтно-евакуационна машина.
- Leichte Bergepanzer I – лека бойна ремонтно-евакуационна машина
- Ladungsleger auf PzKpfw I Ausf A/В – транспортьор за взривни вещества. Преоборудвани са 100 машини.
- Minenraumer I Ausf B – сапьорен танк. През 1938 г. са произведени 50 машини.
- Munitionsschlepper I Ausf A (Sd.Kfz.111) – лек верижен бронетранспортьор за боеприпаси. В периода 1942 – 1943 г. са преоборудвани всички танкове, намиращи се на въоръжение във войските.
- Munitionsschlepper I Ausf B (Sd.Kfz.111) – лек верижен бронетранспортьор за боеприпаси. В периода 1942 – 43 г. са преоборудвани всички танкове, намиращи се на въоръжение във войските.
- Pionier-Kampfwagen I – инженерен танк.
- Panzerjager I (Sd.Kfz.101) – 47 мм САУ създадена на базата на PzKpfw I Ausf В. Екипаж – 3 души. Боекомплект – 86 снаряда. Оръдието е чешко производство и е монтирано върху открития корпус на машината. Може да се движи по хоризонтала 35°, а по вертикала -8° – +12°. Боекомплект – 86 снаряда. Защитата на разчета се осигурява от щит с дебелина 14 мм. В периода 1940 – 1941 г. са преоборудвани 202 машини.
- Panzerjager I – 37 мм САУ създадена на базата на PzKpfw I Ausf В. Въоръжена с 37 мм противотанково оръдие Pak 35/36 L/45. Оръдието е монтирано на мястото на куполата. Поради огневата си неефективност е снето бързо от въоръжение. Само незначителен брой машини са на въоръжение до 1943 г. Преоборудването е извършено в периода 1940 – 1941 г.
- Sanitatskraftwagen I (Sd.Kfz.265) – бронирана санитарна машина.
- Sturmpanzer I Bison (Sd.Kfz.101) – САУ въоръжена със 150 мм оръдие L/11,4, разработена на базата на PzKpfw I Ausf B. Екипаж – 5 души. Машината е открит тип, само с челен и странични щитове. На въоръжение в тежките пехотни роти от състава на танковите дивизии и корпуси. Основна задача – осигуряване на мощна и мобилна огнева поддръжка на пехотата. През 1940 г. са произведени 38 машини. На въоръжение до 1943 г.

| Данни                     | Ausf.A     | Ausf.В          | Ausf.C        | Ausf.F        | 4.7 cm Pak     | sIG 33 Sfl     | Pz.BfWg.I      |
| ------------------------- | ---------- | --------------- | ------------- | ------------- | -------------- | -------------- | -------------- |
| Екипаж                    | 2          | 2               | 3             | 3             | 3              | 4              | 3              |
| Тегло, кг.                | 5400       | 5800            | 8000          | 21000         | 7600           | 8500           | 5700           |
| Дължина, км.              | 3960       | 4390            | 4195          | 4379          | 4420           | 4420           | 4390           |
| Ширина, мм.               | 2060       | 2060            | 1920          | 2640          | 2060           | 2060           | 2060           |
| Височина, мм.             | 1720       | 1720            | 1920          | 2050          | 2130           | 3350           | 1960           |
| Клиренс, мм.              | 250        | 290             | н.д.          | н.д.          | 290            | 290            | 290            |
| Колей, мм.                | 1676       | 1676            | 1630          | 2100          | 1676           | 1676           | 1676           |
| Ширина на трака, мм.      | 280        | 280             | 380           | 540           | 280            | 280            | 280            |
| Въоръжение                |            |                 |               |               |                |                |                |
| Тип                       | MG13       | MG34            | EW141+MG34    | MG34          | Pak38(t)       | sIG 33         | MG34           |
| Калибър, мм               | 7.92       | 7.92            | 20; 7,92      | 7,92          | 47             | 150            | 7,92           |
| Брой                      | 2          | 2               | 1 + 1         | 2             | 1              | 1              | 1              |
| Прицел                    | н.д.       | н.д.            | н.д.          | н.д.          | TZF2           | TZF2           | TZF2           |
| Боекомплект               | 1525       | 2250            | н.д.          | н.д.          | 68             | 32             | 1625           |
| Двигател                  | Krupp М305 | Maybach N L38TR | Maybach HL45P | Maybach HL45P | Maybach NL38TR | Maybach NL38TR | Maybach NL38TR |
| Мощност, к.с.; (kW)       | 57; (41)   | 100; (74)       | 150; (110)    | 150; (110)    | 100; (74)      | 100; (74)      | 100; (74)      |
| Сп. мощност, к.с./т.      | 11,1       | 17,2            | 18.75         | 7,1           | 13,2           | 11,8           | 17,0           |
| Сп. налягане, кг/см2      | 0,40       | 0.42            | 0.56          | 0,41          | н.д.           | н.д.           | н.д.           |
| Скорост, км/ч. (шосе)     | 39         | 40              | 79            | 25            | 39             | 40             | н.д.           |
| Запас от ход, км. (шосе)  | 145        | 153             | 300           | 150           | 153            | 100            | 153            |
| Запас от ход, км. (терен) | 97         | 123             | н.д.          | н.д.          | 95             | 60<            | 123            |
| Наклон, °                 | 30         | 30              | н.д.          | 59            | 30             | 30             | 30             |
| Ров, м.                   | 1.4        | 1.4             | 1,2           | 1,5           | 1,4            | 1,4            | 1,4            |
| Брод, м.                  | 0.58       | 0.58            | 0,875         | 0,57          | 0,58           | 0,58           | 0,58           |
| Стена, м                  | 0.36       | 0,36            | 0,3           | 0,33          | 0,36           | 0,36           | 0,36           |
| R завой, м.               | 2.1        | 2,1             | н.д.          | 2,1           | 2,1            | 2,1            | 2,1            |